# Рыбак, Владимир Иванович
Владимир Иванович Рыбак (укр. Володимир Іванович Рибак; 30 ноября 1971, Горловка, Донецкая область — 17 апреля 2014, там же) — украинский политик, депутат Горловского городского совета от ВО «Батькивщина». Герой Украины (2015, посмертно).

## Образование
1987—1991 — Горловский автотранспортный техникум, специальность «эксплуатация автомобильного транспорта»; квалификация: техник-эксплуатационник.
1991—1995 — Автомобильно-дорожный институт Донецкого национального технического университета (факультет «Автомобильный транспорт»), специальность «автомобили и автомобильное хозяйство»; квалификация: инженер-механик.
2000—2002 — Межрегиональная академия управления персоналом (факультет «Правоведение»), специальность «коммерческое и трудовое право»; квалификация: юрист.

## Карьера
1995—2009 — Горловское ГУ УМВД Украины в Донецкой области — отдел уголовного розыска.

## Политическая деятельность
С 2009 — член партии ВО «Батькивщина».
С 2010 — председатель Горловской городской организации политической партии ВО «Батькивщина».
С ноября 2010 — депутат Горловского городского совета, член постоянной комиссии городского совета по вопросам жилищно-коммунального хозяйства.
На парламентских выборах 2012 был кандидатом в народные депутаты от избирательного округа № 52 (Донецкая область). Занял 4-е место, получив 3,92 % голосов (3 332).

## Убийство
17 апреля 2014 года Владимир был похищен пророссийскими активистами в Горловке сразу после митинга, организованного в поддержку городского главы Евгения Клепа. По окончании альтернативного митинга «За единую Украину» Рыбак направился в здание городского совета, чтобы встретиться с главой, но войти в здание ему помешали сторонники «Донецкой республики». В ходе мероприятия Владимир Рыбак пытался снять флаг самопровозглашённой Донецкой народной республики, вернув туда флаг Украины. После словесной перепалки на глазах свидетелей произошла потасовка, которую засвидетельствовали на видеоплёнку.
22 апреля его тело было найдено в реке Казённый Торец возле пгт Райгородок Донецкой области с признаками насильственной смерти и было опознано женой. Вместе с ним было найдено тело 19-летнего активиста Евромайдана Юрия Поправки. По данным новостного сайта lb.ua «причина смерти обоих погибших — комбинированная травма тела вследствие пыток, с последующим утоплением ещё живых потерпевших, которые находились без сознания».
Силовые ведомства Украины обвиняют в убийстве Рыбака и студента Поправко организованную группу под руководством Пономарева, включая Гиркина и Безлера. Стрелков признал, что несёт общую ответственность за убийство депутата Горловского горсовета Владимира Рыбака, который пытался вернуть на здание Горловской мэрии флаг Украины: 18 мая 2020 года Игорь Стрелков в своём интервью украинскому журналисту Дмитрию Гордону высказался про убийство: «Естественно, Рыбак как человек, активно выступивший против „ополчения“, в моих глазах был врагом. И его смерть, наверное, в какой-то степени тоже находится под моей ответственностью».

## Память
Поступок Владимира Рыбака упоминается в выступлении Президента Украины 18 сентября 2014 года на заседании Конгресса США.
18 апреля 2015 года, в годовщину смерти Владимира Рыбака, на здании СБУ в Славянске была открыта мемориальная доска.

## Семья
Жена — Елена Рыбак. Старший сын Юрий, дочь Мария.

## Государственные награды
- Звание Герой Украины с вручением ордена «Золотая Звезда» (20 февраля 2015, посмертно) — за гражданское мужество, патриотизм, героическое отстаивание конституционных основ демократии, прав и свобод человека, самоотверженное служение Украинскому народу, проявленные во время Революции достоинства[16]